# Scelio setiger
Scelio setiger är en stekelart som beskrevs av Charles Thomas Brues 1918. Scelio setiger ingår i släktet Scelio och familjen Scelionidae. Inga underarter finns listade i Catalogue of Life.